# John Duran
John J. Duran là một chính khách thành phố người Mỹ và là cựu thị trưởng West Hollywood, California.

## Sự nghiệp chính trị
Duran được bầu vào Hội đồng Thành phố vào ngày 6 tháng 3 năm 2001. Ông đã thành công thành viên Hội đồng thành phố sắp mãn nhiệm Paul Koretz, người được bầu vào Quốc hội. Trước đây ông đã phục vụ trong Ủy ban Ổn định Tiền thuê của thành phố. Duran có một lịch sử lâu dài liên quan đến cộng đồng LGBT.
Một trong những mối quan tâm đã nêu của Duran là phục hồi rượu và ma túy ở West Hollywood. Duran bảo đảm trang web cho Trung tâm phục hồi rượu và ma túy West Hollywood. Duran cũng khởi xướng một loạt các cuộc họp của tòa thị chính về methamphetamine tinh thể, được dùng làm mô hình cho các cộng đồng khác bị ảnh hưởng.
Duran đang ủng hộ việc bảo tồn lịch sử của Sunset Strip và sự thành lập cuối cùng của Bảo tàng Rock 'n' Roll.
Một người đàn ông đồng tính công khai, Duran là thành viên hội đồng sáng lập của ANGLE (Truy cập ngay cho bình đẳng đồng tính nam và đồng tính nữ). Duran cũng từng là chủ tịch của hội đồng quản trị của Equality California (EQCA), tổ chức dân quyền LGBT lớn nhất toàn quốc tại Hoa Kỳ. Ngoài ra, Duran còn là thành viên hội đồng quản trị của ACLU, Lambda Legal Defense, và National Gay and Lesbian Task Force.
Duran đã làm việc để bảo vệ nhân quyền. Các trường hợp pháp lý của ông bao gồm Kolcum v. Los Angeles County, nơi ông đã kiện thành công Quận Los Angeles vì đã từ chối thuốc cho các tù nhân bị nhiễm HIV/AIDS. Duran bảo vệ Trung tâm tài nguyên cần sa Los Angeles trong quá trình sử dụng thuốc trong tranh cãi cần sa. Năm 1998, anh đã thắng vụ thử nghiệm đầu tiên về phòng chống cần sa dược phẩm kể từ khi thông qua Dự luật số 215 của California. Các trường hợp thành công khác của Duran bao gồm People v. Green, nơi ông bảo vệ thành công một bị cáo bị buộc tội trợ tử. Ông cũng từng là cố vấn pháp lý cho ACT UP vào cuối những năm 1980, là luật sư thử nghiệm cho Chương trình trao đổi kim Los Angeles và bảo vệ quyền sửa đổi đầu tiên của nhiều người biểu tình.
Duran được IN LA Magazine xác định là một trong 20 thành viên có ảnh hưởng nhất của cộng đồng đồng tính nam. Ông là một trong số rất ít các quan chức được bầu chọn nhiễm HIV ở Hoa Kỳ.
Duran được biết đến như một người ủng hộ mạnh mẽ cho nghệ thuật. Ông là người sáng lập hợp xướng West Hollywood, hát trong Dàn hợp xướng đồng tính nam của Los Angeles và sưu tập các bức tranh và kỷ vật của Disney. Duran đang viết một lịch sử của phong trào quyền của người đồng tính ở Nam California.

### Cáo buộc quấy rối tình dục
Các trợ lý của Hội đồng, được gọi là "đại biểu", từng là nhân viên chính thức cho các thành viên Hội đồng Thành phố West Hollywood bán thời gian. Vào năm 2015, Ian Owens, phó của Ủy viên Hội đồng John Duran, đã buộc tội John Duran về quấy rối tình dục. Hãng bảo hiểm của thành phố đã giải quyết vụ việc với khoản thanh toán 500.000 đô la cho Owens. John Duran và Owens ban đầu gặp nhau vào tháng 4 năm 2012 thông qua Grindr, một ứng dụng kết nối dành cho những người đồng tính nam và có một cuộc gặp gỡ tình dục. Duran thất bại trong việc tiết lộ cuộc gặp gỡ tình dục này với Owens cho nguồn nhân lực. Vụ bê bối được gọi là Vicegate.
Mối quan hệ của Duran với Owens là một trọng tâm chính trong vụ chấm dứt sai trái của Michelle Rex, một phó hội đồng khác, người nói rằng thành phố đã trả thù cô và sa thải cô vì cô ủng hộ các yêu sách ngược đãi của Owens. Rex đã mất đơn kiện đó trong một phiên tòa xét xử vào tháng 5 năm 2017, nhưng lời khai trong phiên tòa cho thấy Duran đã đưa ra một bình luận xúc phạm tình dục về Elyse Eisenberg, người đứng đầu Hiệp hội Vùng lân cận West Hollywood, trong một cuộc trao đổi email với Owens. Trong lời khai trước bồi thẩm đoàn, Owens đã cáo buộc hành vi không đúng đắn về tình dục khác của Duran tại tòa thị chính.
Vào ngày 5 tháng 2 năm 2019, Dàn hợp xướng đồng tính nam của Los Angeles tuyên bố Duran sẽ rời khỏi vị trí thành viên hội đồng quản trị của tổ chức đó sau khi nhiều cáo buộc về quấy rối tình dục và hành vi sai trái đã xuất hiện, bao gồm cả việc luồn tay vào dây thắt lưng của một thành viên hợp xướng  và đưa ra những bình luận không phù hợp. Duran từ chức thị trưởng vào ngày 4 tháng 3 năm 2019.